# 伊斯普尔
伊斯普尔（法語：Ispoure，法語發音：[ispuʁ]）是法国大西洋比利牛斯省的一个市镇，属于巴约讷区。

## 地理
伊斯普尔（43°10'15"N, 1°14'3"W）面积7.85 平方千米，位于法国新阿基坦大区大西洋比利牛斯省，该省份为法国东南部省份，涵盖了贝阿恩与北巴斯克，西临大西洋比斯開灣，北至朗德省，东北接热尔省，东临上比利牛斯省，南与西班牙接壤。
与伊斯普尔接壤的市镇（或旧市镇、城区）包括：阿斯卡拉特、雅克叙、奥塞斯、旧圣让、圣让皮耶德波尔、于阿尔特锡兹。
伊斯普尔的时区为UTC+01:00、UTC+02:00（夏令时）。

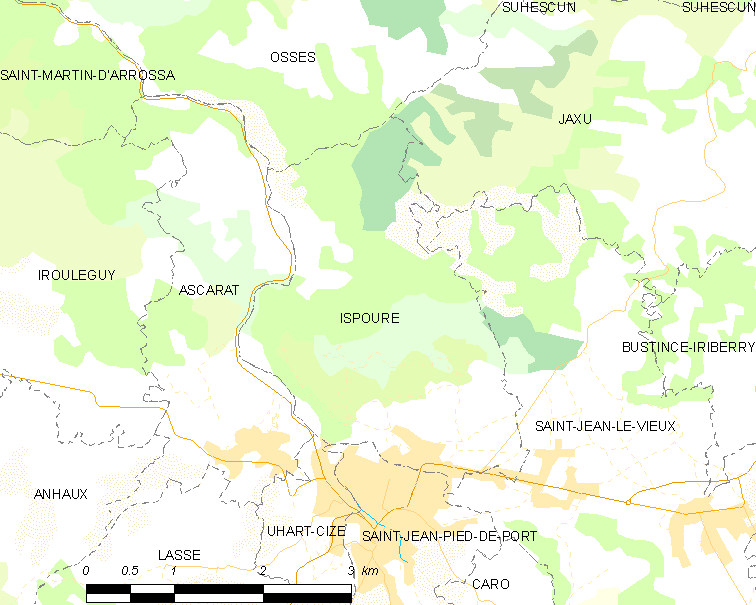
伊斯普尔的OSM定位图

## 行政
伊斯普尔的邮政编码为64220，INSEE市镇编码为64275。

## 政治
伊斯普尔所属的省级选区为巴斯克山地县。

## 人口

1962-2008年间伊斯普尔人口变化图示

伊斯普尔于2022年1月1日时的人口数量为671人。